# Isaac Sarpong
Isaac Sarpong (* 30. Januar 1975) ist ein ehemaliger ghanaischer Fußballspieler.

## Karriere
Im Jahre 1991 kam der 16-jährige Stürmer vom SV Wiesbaden zum damaligen Zweitligisten 1. FSV Mainz 05. In der Saison 1993/94 absolvierte er elf Zweitligaspiele für die Mainzer, in der nächsten Saison wurde er nur noch einmal eingesetzt. Die Saison 1995/96 verbrachte er beim Regionalligisten SC Neukirchen; er spielte dort 19-mal in der Liga (zwei Tore) und kam in der ersten Runde des DFB-Pokals im Spiel gegen seinen Stammverein Mainz 05 zum Einsatz. Das Spiel gewannen die 05er nach Elfmeterschießen. Zur nächsten Saison kehrte Sarpong nach Mainz zurück, kam aber nur noch für die zweite Mannschaft zum Einsatz, mit der er 1999 aus der Verbandsliga in die Oberliga Südwest aufstieg. Im Jahre 2000 beendete er seine Karriere.